# Mona-Lisa Pursiainen
Eivor Mona-Lisa Strandvall-Pursiainen (née le 21 juin 1951 à Kronoby et décédée le 7 août 2000) est une athlète finlandaise spécialiste du sprint. Affiliée au Gamlakarleby IF, elle mesurait 1,70 m pour 57 kg. Elle est l'actuelle détentrice du record de Finlande sur 200 mètres en 22 s 39, réalisés à Moscou le 21 août 1973.

## Biographie
Elle est la nièce de Börje Strandvall, demi-finaliste aux Jeux olympiques de 1932 à Los Angeles
Elle a couru un 400 mètres en 1973 dans le temps de 51 s 27.
Elle est morte d'un cancer du sein à l'âge de 49 ans.

### Palmarès
| Date | Compétition           | Lieu   | Résultat | Épreuve    | Performance   |
| ---- | --------------------- | ------ | -------- | ---------- | ------------- |
| 1972 | Jeux olympiques d'été | Munich | 7e       | 4 × 400 m  | 3 min 29 s 4  |
| 1973 | Universiade d'été     | Moscou | 1re      | 100 mètres | 11 s 41       |
| 1973 | Universiade d'été     | Moscou | 1re      | 200 mètres | 22 s 39 (NR)  |
| 1974 | Championnats d'Europe | Rome   | 6e       | 100 mètres | 11 s 42       |
| 1974 | Championnats d'Europe | Rome   | 3e       | 200 mètres | 23 s 17       |
| 1974 | Championnats d'Europe | Rome   | 2e       | 4 × 400 m  | 3 min 25 s 70 |
| 1975 | Universiade d'été     | Rome   | 2e       | 100 mètres | 11 s 47       |
| 1975 | Universiade d'été     | Rome   | 2e       | 200 mètres | 23 s 61       |

### Records
| Épreuve    | Performance  | Lieu     | Date         |
| ---------- | ------------ | -------- | ------------ |
| 100 mètres | 11 s 19      | Varsovie | 4 août 1973  |
| 200 mètres | 22 s 39 (NR) | Moscou   | 20 août 1973 |